# Bantustan
Bantustan je název pro uměle vytvářená historická samosprávná území existující v letech 1959–1994 v JAR a v letech 1968–1989 v Namibii pro původní černošské obyvatelstvo z důvodů jejich rasové segregace, prosazované tehdejším režimem apartheidu.
Často lze v literatuře najít i z angličtiny pocházející název Homeland (česky přibližně domovina), pojem bantustan používalo politické vedení apartheidu. Cílem této politiky bylo prosadit rasovou segregaci černého obyvatelstva i územně založením formálně nezávislých státečků. Tyto státy však byly finančně, hospodářsky i vojensky krajně závislé na Jihoafrické republice a jednalo se o jistou formu rezervátů.
Jednotlivé bantustany byly uměle osídlovány určitým černošským kmenem, např. Ciskei, Transkei.

## Bantustany

Bantustany

Celkem existovalo následujících deset bantustanů:
- Bophuthatswana
- Transkei
- Ciskei (také Xhosa)
- Venda
- Gazankulu
- KaNgwane
- KwaNdebele
- KwaZulu (Zulu)
- Lebowa (Severní Sotho nebo též Pedi)
- QwaQwa (Jižní Sotho)

Lesotho a Svazijsko tento status neměly, jednalo se o skutečně nezávislé státy, dřívější britské protektoráty; také Botswana nepatřila do této kategorie.

## Hlavní údaje o jednotlivých bantustanech
| bantustan      | rok vzniku | rozloha [km2] | obyvatelstvo (1992) | hustota zalidnění [ob/km2] | hlavní národ | hlavní město   |
| -------------- | ---------- | ------------- | ------------------- | -------------------------- | ------------ | -------------- |
| Bophuthatswana | 1977       | 44 000        | 2 500 000           | 57                         | Čvánové      | Mmabatho       |
| Ciskei         | 1981       | 7 700         | 1 100 000           | 142                        | Xhosové      | Bisho          |
| Transkei       | 1976       | 42 000        | 4 750 000           | 113                        | Xhosové      | Umtata         |
| Venda          | 1979       | 7 400         | 720 000             | 97                         | Venda        | Thohoyandou    |
| Gazankulu      | 1973       | 40 000        | 870 000             | 21                         | Tonga        | Giyani         |
| Kangwane       | 1981       | 3 720         | 600 000             | 161                        | Amaswazi     | Nyamasane      |
| Kwandebele     | 1986       | 1 800         | 375 000             | 208                        | Ndebele      | Kwamhlanga     |
| Kwazulu        | 1977       | 36 100        | 5 750 000           | 159                        | Zulové       | Ulundi         |
| Lebowa         | 1972       | 21 300        | 2 950 000           | 138                        | Sotho        | Lebowa-Kgomo   |
| Qwaqwa         | 1974       | 1 300         | 290 000             | 223                        | Sotho        | Phuthaditjhaba |

Zdroj dat: Skokan, Ladislav (2007): Afrika – sociogeografický přehled. Ústí nad Labem. ISBN 978-80-7044-838-0